# Fissidens coacervatus
Fissidens coacervatus är en bladmossart som beskrevs av Bruggeman-nannenga 1985. Fissidens coacervatus ingår i släktet fickmossor, och familjen Fissidentaceae. Inga underarter finns listade i Catalogue of Life.